# Lijst van voetbalinterlands Japan - Paraguay
Deze lijst van voetbalinterlands is een overzicht van alle officiële voetbalwedstrijden tussen de nationale teams van Japan en Paraguay. De landen speelden tot op heden elf keer tegen elkaar. De eerste ontmoeting, een vriendschappelijke wedstrijd, werd gespeeld in Tokio op 20 september 1995. Het laatste duel, eveneens een vriendschappelijke wedstrijd, vond plaats op 2 juni 2022 in Sapporo.

## Wedstrijden
| №  | Plaats    | Datum             | Competitie        | Wedstrijd        | Uitslag |
| -- | --------- | ----------------- | ----------------- | ---------------- | ------- |
| 1  | Tokio     | 20 september 1995 | Vriendschappelijk | Japan – Paraguay | 1 – 2   |
| 2  | Tokio     | 17 mei 1998       | Vriendschappelijk | Japan – Paraguay | 1 – 1   |
| 3  | Asunción  | 2 juli 1999       | Copa América 1999 | Paraguay – Japan | 4 – 0   |
| 4  | Sapporo   | 1 juli 2001       | Vriendschappelijk | Japan – Paraguay | 2 – 0   |
| 5  | Saitama   | 11 juni 2003      | Vriendschappelijk | Japan – Paraguay | 0 – 0   |
| 6  | Saitama   | 27 mei 2008       | Vriendschappelijk | Japan – Paraguay | 0 – 0   |
| 7  | Pretoria  | 29 juni 2010      | WK 2010           | Paraguay – Japan | 0 – 0   |
| 8  | Yokohama  | 4 september 2010  | Vriendschappelijk | Japan – Paraguay | 1 – 0   |
| 9  | Innsbruck | 12 juni 2018      | Vriendschappelijk | Japan − Paraguay | 4 − 2   |
| 10 | Kashima   | 5 september 2019  | Vriendschappelijk | Japan − Paraguay | 2 − 0   |
| 11 | Sapporo   | 2 juni 2022       | Vriendschappelijk | Japan − Paraguay | 4 − 1   |

## Samenvatting
| Competitie        | Totaal gespeeld | Winst Japan | Gelijk | Winst Paraguay | Doelsaldo Japan – Paraguay |
| ----------------- | --------------- | ----------- | ------ | -------------- | -------------------------- |
| WK-eindronde      | 1               | 0           | 1      | 0              | 0 − 0                      |
| Copa América      | 1               | 0           | 0      | 1              | 0 − 4                      |
| Vriendschappelijk | 9               | 5           | 3      | 1              | 15 − 6                     |
| Totaal            | 11              | 5           | 4      | 2              | 15 − 10                    |

## Details

### Eerste ontmoeting
| Vriendschappelijk (Tokio, Japan, 20 september 1995): |              | |
| Japan | 1 – 2        | Paraguay |
| Kazuyoshi Miura 23' (pen.) | goals        | 33' Néstor Isasi 56' Virgilio Ferreira |
| Shu Kamo | bondscoach   | Ladislao Kubala |
| Kazuya Maekawa Tetsuji Hashiratani Masami Ihara Norio Omura Motohiro Yamaguchi Naoki Soma Akira Narahashi 74' Tsuyoshi Kitazawa 67' Masakiyo Maezono Masahiro Fukuda 81' Kazuyoshi Miura 67' | opstellingen | Danilo Aceval 46' Néstor Isasi Jorge Alcaraz Juan Carlos Villamayor Pedro Sarabia Julio César Enciso Nery Ortiz Virgilio Ferreira 89' Marcial Garay Jorge Luis Campos 46' Carlos Villagura |
| Masayuki Okano 67' Hiroaki Morishima 67' Kentaro Sawada 74' Shoji Jo 81' | wissels      | 46' Luis Romero 46' Walter Aros 89' David Gomez |
| Tetsuji Hashiratani 75' | gele kaarten | |

### Tweede ontmoeting
| Vriendschappelijk (Tokio, Japan, 17 mei 1998): |              | |
| Japan | 1 – 1        | Paraguay |
| Naoki Soma 86' | goals        | 7' Celso Ayala |
| Takeshi Okada | bondscoach   | Paulo César Carpeggiani |
| Yoshikatsu Kawaguchi Akira Narahashi Naoki Soma Masami Ihara Norio Omura 46' Yutaka Akita 77' Motohiro Yamaguchi Hiroshi Nanami Hiroaki Morishima 62' Masashi Nakayama 62' Shoji Jo | opstellingen | José Luis Chilavert 46' Catalino Rivarola Celso Ayala Ricardo Rojas Denis Caniza Jorge Luis Campos 46' Roberto Acuña 69' Carlos Morales Carlos Paredes 46' Hugo Brizuela 81' José Cardozo |
| Toshihide Saito 46' Teruyoshi Ito 62' Wagner Lopes 62' Takashi Hirano 77' | wissels      | 46' Carlos Gamarra 46' Miguel Benitez 46' Julio César Enciso 69' Juan Carlos Yegros 81' César Ramirez                                                                                     |
| Norio Omura 45' | gele kaarten | 26' Roberto Acuña 50' Carlos Morales 54' Carlos Paredes 77' José Luis Chilavert |

### Derde ontmoeting
| Copa América 1999 (Asunción, Paraguay, 2 juli 1999): |              | |
| Paraguay | 4 – 0        | Japan |
| Miguel Ángel Benítez 18' Roque Santa Cruz 40' Miguel Ángel Benítez 62' Roque Santa Cruz 86'                                                                                           | goals        | |
| Ever Almeida | bondscoach   | Philippe Troussier |
| Ricardo Tavarelli Francisco Arce Celso Ayala 51' Carlos Gamarra Delio Toledo Diego Gavilán 61' Julio Cesar Enciso Roberto Acuña Hugo Ovelar 76' Miguel Ángel Benítez Roque Santa Cruz | opstellingen | Yoshikatsu Kawaguchi Naoki Soma Toshihide Saito Yutaka Akita Ryuzo Morioka Teruyoshi Ito Hiroshi Nanami 24' Takashi Fukunishi Toshiya Fujita Wagner Lopes 67' Shoji Jo |
| Denis Caniza 51' Carlos Paredes 61' Nelson Cuevas 76' | wissels      | 24' Atsuhiro Miura 67' Kota Yoshihara |
| | gele kaarten | 33' Shoji Jo 74' Toshihide Saito |

### Vijfde ontmoeting
| Vriendschappelijk (Saitama, Japan, 11 juni 2003): |              | |
| Japan | 0 – 0        | Paraguay |
| | goals        | |
| Zico | bondscoach   | Aníbal Ruíz |
| Seigo Narazaki Nobuhisa Yamada Keisuke Tsuboi Tsuneyasu Miyamoto Alex Santos Hidetoshi Nakata Takashi Fukunishi 46' Yasuhito Endo Shunsuke Nakamura Naohiro Takahara Yoshito Okubo | opstellingen | Ricardo Tavarelli 46' Jorge Britez Rubén Maldonado Paulo da Silva Delio Toledo Carlos Bonet Julio César Cáceres 63' Gustavo Morínigo Ángel Ortiz 85' Nelson Cuevas 58' Juan Samudio |
| Koji Nakata 46' | wissels      | 46' Oscar Sanabria 63' Pedro Irala 58' Fredy Bareiro 85' Dante López |

### Zesde ontmoeting
| Vriendschappelijk (Saitama, Japan, 27 mei 2008): |       |          |
| Japan                                            | 0 – 0 | Paraguay |
|                                                  | goals |          |

### Zevende ontmoeting
| WK 2010 (Pretoria, Zuid-Afrika, 29 juni 2010): |                     | |
| Paraguay | 0 – 0               | Japan |
| | goals               | |
| Édgar Barreto Lucas Barrios Cristian Riveros Nelson Valdez Óscar Cardozo | strafschoppen 5 – 3 | Yasuhito Endo Makoto Hasebe Yuichi Komano Keisuke Honda |
| Gerardo Martino | bondscoach          | Takeshi Okada |
| Justo Villar Carlos Bonet Paulo da Silva Antolín Alcaraz Claudio Morel Enrique Vera Néstor Ortigoza 75' Cristian Riveros Roque Santa Cruz 94' Édgar Benítez 60' Lucas Barrios | opstellingen        | Eiji Kawashima Yuichi Komano Yuji Nakazawa Marcus Tulio Tanaka Yuto Nagatomo 81' Yuki Abe 65' Daisuke Matsui Makoto Hasebe Yasuhito Endo 106' Yoshito Okubo Keisuke Honda |
| Nelson Valdez 60' Édgar Barreto 75' Óscar Cardozo 94' | wissels             | 65' Shinji Okazaki 81' Kengo Nakamura 106' Keiji Tamada |
| Cristian Riveros 118' | gele kaarten        | 58' Daisuke Matsui 72' Yuto Nagatomo 90+2' Keisuke Honda 114' Yasuhito Endo                                                                                               |

### Achtste ontmoeting
| Vriendschappelijk (Yokohama, Japan, 4 september 2010): |       |          |
| Japan                                                  | 1 – 0 | Paraguay |
| Shinji Kagawa 70'                                      | goals |          |

JFA · A-Internationals · Selecties · Bondscoaches · Statistieken · Olympisch elftal · Japans vrouwenelftal · Japan U21 · Japan U20 · Japan U19 · Japan U18 · Japan U17
1910 – 1949 · 
1950 – 1959 · 
1960 – 1969 · 
1970 – 1979 · 
1980 – 1989 · 
1990 – 1999 · 
2000 – 2009 · 
2010 – 2019 · 
2020 – 2029
CC 1995 · 
CC 2001 · 
CC 2003 · 
CC 2005
WK 1998 · 
WK 2002 · 
WK 2006 · 
WK 2010 · 
WK 2014 · 
WK 2018
OS 1936 · 
OS 1956 ·
OS 1964 · 
OS 1968 · 
OS 1996 ·
OS 2000 ·
OS 2004 ·
OS 2008 ·
OS 2012 ·
OS 2016 ·
OS 2020
1917 · 
1918 · 1919 · 
1921 · 
1922 · 
1923 · 
1924 · 
1925 · 
1926 · 
1927 · 
1928 · 1929 · 
1930 · 
1931 · 1932 · 1933 · 
1934 · 
1935 · 
1936 · 
1937 · 1938 · 
1939 · 
1940 · 
1941 · 
1942 · 
1943 – 1950 · 
1951 · 
1952 · 1953 · 
1954 · 
1955 · 
1956 · 
1957 · 
1958 · 
1959 · 
1960 · 
1961 · 
1962 · 
1963 · 
1964 · 
1965 · 
1966 · 
1967 · 
1968 · 
1969 · 
1970 · 
1971 · 
1972 · 
1973 · 
1974 · 
1975 · 
1976 · 
1977 · 
1978 · 
1979 · 
1980 · 
1981 · 
1982 · 
1983 · 
1984 · 
1985 · 
1986 · 
1987 · 
1988 · 
1989 · 
1990 · 
1991 · 
1992 · 
1993 · 
1994 · 
1995 · 
1996 · 
1997 · 
1998 · 
1999 · 
2000 · 
2001 · 
2002 · 
2003 · 
2004 · 
2005 · 
2006 · 
2007 · 
2008 · 
2009 · 
2010 · 
2011 · 
2012 · 
2013 · 
2014 · 
2015 ·
2016 ·
2017 ·
2018 ·
2019 ·
2020 ·
2021 ·
2022
Afghanistan ·
Angola ·
Argentinië ·
Australië ·
Azerbeidzjan · 
Bahrein ·
Bangladesh ·
België ·
Bolivia ·
Bosnië en Herzegovina ·
Brazilië ·
Brunei ·
Bulgarije ·
Cambodja ·
Canada ·
Chili ·
China ·
Colombia ·
Costa Rica ·
Cyprus ·
Denemarken ·
Duitsland ·
Ecuador ·
Egypte ·
El Salvador ·
Engeland ·
Filipijnen ·
Finland ·
Frankrijk ·
Ghana ·
Griekenland ·
Guatemala ·
Haïti ·
Honduras ·
Hongarije ·
Hongkong ·
IJsland ·
India ·
Indonesië ·
Irak ·
Iran ·
Israël ·
Italië ·
Ivoorkust ·
Jamaica ·
Jemen ·
Joegoslavië ·
Jordanië ·
Kameroen ·
Kazachstan ·
Kirgizië ·
Koeweit ·
Kroatië ·
Letland ·
Luxemburg ·
Macau ·
Maleisië ·
Mali ·
Malta ·
Mexico ·
Mongolië ·
Montenegro ·
Myanmar ·
Nederland ·
Nepal ·
Nieuw-Zeeland ·
Nigeria ·
Noord-Korea ·
Noorwegen ·
Oekraïne ·
Oezbekistan ·
Oman ·
Oostenrijk ·
Pakistan ·
Palestina ·
Panama ·
Paraguay ·
Peru ·
Polen ·
Qatar ·
Roemenië ·
Rusland ·
Saoedi-Arabië ·
Schotland ·
Senegal ·
Servië ·
Servië en Montenegro ·
Singapore ·
Slowakije ·
Sovjet-Unie ·
Spanje ·
Sri Lanka ·
Syrië ·
Tadzjikistan ·
Taiwan ·
Thailand ·
Togo ·
Trinidad en Tobago ·
Tsjechië ·
Tunesië ·
Turkije ·
Turkmenistan ·
Uruguay ·
Venezuela ·
Verenigde Arabische Emiraten ·
Verenigde Staten ·
Vietnam ·
Wales ·
Wit-Rusland ·
Zambia ·
Zuid-Afrika ·
Zuid-Jemen ·
Zuid-Korea ·
Zuid-Vietnam ·
Zweden ·
Zwitserland
Australië (2006) · 
Brazilië (2006) · 
België (2018) · 
Colombia (2014) · 
Colombia (2018) ·
Denemarken (2010) ·
Duitsland (2022) · 
Frankrijk (2001) · 
Griekenland (2014) · 
Ivoorkust (2014) · 
Kameroen (2010) · 
Kroatië (2006) · 
Nederland (2010) ·
Polen (2018) ·
Senegal (2018) ·
Spanje (2022)
APF · A-internationals · Selecties · Bondscoaches · Paraguayaans vrouwenelftal · Paraguay U21 · Paraguay U20 · Paraguay U19 · Paraguay U18 · Paraguay U17
1919 – 1929 · 
1930 – 1939 · 
1940 – 1949 · 
1950 – 1959 · 
1960 – 1969 · 
1970 – 1979 · 
1980 – 1989 · 
1990 – 1999 · 
2000 – 2009 · 
2010 – 2019 ·
2020 − 2029
WK 1930 · 
WK 1950 · 
WK 1958 · 
WK 1986 · 
WK 1998 · 
WK 2002 · 
WK 2006 · 
WK 2010
OS 1992 · 
OS 2004
1919 · 
1920 · 
1921 · 
1922 · 
1923 · 
1924 · 
1925 · 
1926 · 
1927 · 
1928 · 
1929 · 
1930 · 
1931 · 
1932–1936 · 
1937 · 
1938 · 
1939 · 
1940 · 
1941 · 
1942 · 
1943 · 
1944 · 
1945 · 
1946 · 
1947 · 
1948 · 
1949 · 
1950 · 
1951–1952 · 
1953 · 
1954 · 
1955 · 
1956 · 
1957 · 
1958 · 
1959 · 
1960 · 
1961 · 
1962 · 
1963 · 
1964 · 
1965 · 
1966 · 
1967 · 
1968 · 
1969 · 
1970 · 
1971 · 
1972 · 
1973 · 
1974 · 
1975 · 
1976 · 
1977 · 
1978 · 
1979 · 
1980 · 
1981 · 
1982 · 
1983 · 
1984 · 
1985 · 
1986 · 
1987 · 
1988 · 
1989 · 
1990 · 
1991 · 
1992 · 
1993 · 
1994 · 
1995 · 
1996 · 
1997 · 
1998 · 
1999 · 
2000 · 
2001 · 
2002 · 
2003 · 
2004 · 
2005 · 
2006 · 
2007 · 
2008 · 
2009 · 
2010 · 
2011 · 
2012 · 
2013 · 
2014 · 
2015 · 
2016 ·
2017 ·
2018 ·
2019 ·
2020 ·
2021 ·
2022
Argentinië ·
Armenië ·
Australië ·
Bahrein ·
België ·
Bolivia ·
Bosnië en Herzegovina · 
Brazilië ·
Bulgarije ·
Canada ·
Chili ·
China ·
Colombia ·
Costa Rica ·
Denemarken ·
Duitsland ·
Ecuador ·
El Salvador ·
Engeland ·
Frankrijk ·
Georgië ·
Griekenland ·
Guadeloupe ·
Guatemala ·
Honduras ·
Hongarije ·
Hongkong ·
Ierland ·
Indonesië ·
Irak ·
Iran ·
Italië ·
Ivoorkust ·
Jamaica ·
Japan ·
Joegoslavië ·
Jordanië ·
Kameroen ·
Marokko ·
Mexico ·
Nederland ·
Nicaragua ·
Nieuw-Zeeland ·
Nigeria ·
Noord-Korea ·
Noord-Macedonië ·
Noorwegen ·
Oman ·
Oostenrijk ·
Panama ·
Peru ·
Polen ·
Portugal ·
Qatar ·
Roemenië ·
Saoedi-Arabië ·
Schotland ·
Servië ·
Slovenië ·
Slowakije ·
Spanje ·
Togo ·
Trinidad en Tobago ·
Tsjechië ·
Turkije ·
Uruguay ·
Venezuela ·
Verenigde Arabische Emiraten ·
Verenigde Staten ·
Wales ·
Zuid-Afrika ·
Zuid-Korea ·
Zweden
Engeland (2006) · 
Italië (2010) · 
Slovenië (2002) · 
Spanje (2002) · 
Trinidad en Tobago (2006) · 
Zuid-Afrika (2002) · 
Zweden (2006)